# 马木提尼牙孜
马木提尼牙孜，中华人民共和国政治人物。
担任共青团新疆维吾尔自治区委员会副书记。1954年，当选第一届全国人民代表大会代表。